# Кейн Браун
Кейн Браун (англ. Kane Brown) - американський кантрі-співак, автор-виконавець. Номінант премій ACM Awards та CMT Music Awards у категорії «Найкращий новий кантрі-вокаліст» та «Найкраще відео». Сингл «What Ifs» з дебютного альбому зайняв перший рядок кантрі-чарту США, як і альбом, а сам співак у жовтні 2017 року став першим в історії, хто має одночасно хіти № 1 відразу у всіх 5 кантрі-чартах своєї країни: Top Country Albums, Hot Country Songs, Country Airplay, Country Digital Song Sales та Country Streaming Songs.

## Біографія
Див. також " Kane Brown Career " в англійському розділі.
Народився 21 жовтня 1993 року в США (Джорджія). Повне ім'я Кейн Аллан Браун. Він має змішане расове походження, його батько частково афроамериканець, а частково черокі, а мати біла.

## Дискографія
Див. також "Kane Brown Discography" в англійському розділі.

### Студійні альбоми
- Kane Brown (№ 1 у US Country, 2016)

### Сингли
- «Used to Love You Sober» (2015)
- What Ifs (за участю Лорен Елейна) (№ 1 Hot Country Songs в 2017)
- «Heaven» (2017)

## Нагороди та номінації
| Рік  | Нагорода         | Категорія                      | Одержувач/Робота         | Результат | Посилання |
| ---- | ---------------- | ------------------------------ | ------------------------ | --------- | --------- |
| 2017 | ACM Awards       | New Male Vocalist of the Year  | Himself                  | Номінація | [ 11 ]    |
| 2017 | CMT Music Awards | Breakthrough Video of the Year | «Used to Love You Sober» | Номінація | [ 12 ]    |